# Franck
Franck, oficialmente Distrito de Franck, es una comuna del Departamento de Las Colonias, en el centro de la provincia de Santa Fe, República Argentina.

## Ubicación
La localidad se encuentra 30 km (por la Autovía Ruta Nacional n.º 19) al oeste de la ciudad de Santa Fe, capital de la Provincia, y 15 km al sur (por ruta provincial n.º 6) de la ciudad de Esperanza, capital del Departamento Las Colonias. Además, la localidad presenta una ubicación geográfica privilegiada y estratégica, pues descansa a la vera de la Ruta provincial 6 y se encuentra a sólo 6 km de la Autovía Ruta Nacional n.º 19, corredor vial que une Santa Fe con Córdoba y que es de marcado interés para la comunicación y el desarrollo económico entre ambas provincias, así como un lugar de paso para todo el tránsito internacional que se desplaza a través de la Ruta Nacional n.º 11 desde Paraguay y Brasil con destino a los puertos que miran al Océano Pacífico en Chile.

## Población
Cuenta con 6406 habitantes (Indec, 2022), lo que representa un incremento del 16,36% frente a los 5505 habitantes (Indec, 2010) del censo anterior. 
| Gráfica de evolución demográfica de Franck entre 1887 y 2022                                    |
|                                                                                                 |
| Fuente: censo provincial de Santa Fe Año 1887 y de los censos nacionales del 2° al 11° de INDEC |

## Historia
La "Colonia Franck", como se la conoció en sus orígenes, surgió de un contrato de colonización que suscribió Mauricio Franck con Ricardo Foster y el gobierno de la Provincia de Santa Fe, en un terreno de 3 leguas cuadradas próximo a Santa Fe. Sus primeros pobladores fueron inmigrantes suizos, alemanes, franceses e italianos que llegaron a Santa Fe por vía fluvial en 1870.
Si bien se especula que la fundación de Franck fue el 27 de septiembre de 1870, no existe registro alguno de la fecha de fundación exacta; solo se estima que la Colonia comenzó como tal cuando llegaron los primeros colonos en octubre de 1870.
La población primitiva se componía de 162 habitantes, de los cuales 105 eran italianos, 35 suizos y 22 franceses; mientras que en materia de religión 127 eran católicos y 35 protestantes. [cita requerida]La Colonia carecía de autoridades políticas y dependía del juez de paz residente en la localidad de San Carlos.
Los primeros años de vida de la Colonia fueron muy difíciles y de grandes sacrificios. Los colonos se dedicaban con precarias herramientas principalmente al desmonte y cultivo de los campos para la siembra exclusiva de trigo y maíz, como así también a la explotación ganadera, la plantación de árboles frutales y de leña, etc.
Para el año 1872, las principales concesiones pertenecían a los colonos Luis Tabernig, Antonio Arzeno, Pedro Gasser, Domingo Blangino, Luis Canetti, N. Papa, Antonio Colombini, Pedro Colombini, Juan B. Depetry, Francisco Hominal, Federico Berthel, Isidor Vidal, Emilio Monnier, Antonio Porta, Miguel Baronetto, Constancio Pasquario, Andrés Estola, Juan P. Malan, Juan Fosatti, Bartolo Corenti, Juan Botta, Bernardo Montu, Constancio Monnier, Enrique Foster, Amado Verhaeghe, Pedro Pautasso, Francisco Marvazio, Juan Gadient, Pedro Mangini, Bautista Cerfoglio, Ausgusto Hosch, Fernando Constancio Coreni, Federido Coreni, José Heinzen, Juan Perisville, Augusto Châtelet, Domingo Tasco, Antonio Peretti, Mateo Brasio, José Musetti, Nicolás Priggioni, Oneglio, Simón Ingaramo, Isabella Sellar, José Schmid, Bartolo Bautraco, José Márquez, Antonio Tomassone, Juan María Gimontiel, José Manfredi, Bartolomeo Peiretto, Pedro Gavalero, Miguel Sorisio, Bernardo Carboneli, Federico Maregalli, Reymundo Villa, Bartolomé Borgogno, Alberto Chiapero, Juan Guideto, Politore Gerino, Juan Achilla, Miguel Dovio, Giacomo Chialos, Franchini Sobrero, Juan Gisani, José Villa, Juan Erba, Pedro Graves, Francisco Vernini, Pedro Panigli, Juan Charmet, Caribaux, Santiago Zimmermann, Luis Manzatto, Juan Martínez y Bernardino Monanseo.
En 1872 se duplica la población de la Colonia y aumenta de manera notable el área cultivada. La primera autoridad política designada fue el primer teniente, Juez Don Lubary, a través de un Decreto provincial del 2 de mayo de aquel año. El 30 de mayo de 1872, Tomás Lubary escribe al Sr. Ministro Gral. de Gobierno, Don Pedro Luis Funes solicitando independizar la Colonia Franck  ..."debido a un aumento de población constantemente creciente"... En respuesta a esta solicitud, un 7 de junio de 1872, la provincia de Santa Fe nombra "Teniente Juez" de la Colonia Franck a D. Augusto Hosch.
Hacia el año 1881 la población de la Colonia de Franck aumentó a 450 habitantes. Los trabajos fueron facilitados por la introducción de animales como caballos, mulas y bueyes, así como aumentó el número de vacas lecheras y la crianza de cerdos. Además, los colonos contaban con herramientas más sofisticadas, como máquinas trilladoras a vapor, segadoras, desterronadoras, rastras y arados.
Este año comenzó a funcionar de manera oficial la escuela mixta Joaquín V. González, a cargo del Sr. Juan Rial, establecimiento al que asistían 30 alumnos. Junto con ello, se habían levantado 131 edificios en toda la Colonia, de los cuales los más destacados eran un molino a vapor, panadería, carpintería, herrería, zapatería, horno de ladrillos, fonda, almacén, depósito de granos y pulpería. En esos tiempos la población era administrada políticamente por un juez de Paz y dos vigilantes.
El 4 de enero de 1884 es la fecha oficial de la creación y comienzo de funciones de la Comuna De Franck.
En 1886 se creó la Comisión de Fomento, compuesta por los señores Alberto Gebhard, Luis Canetti y Miguel Baronetti, y fue habilitada la estación ferroviaria de Franck correspondiente al ramal Santa Fe-Gálvez (actualmente cerrado).
El 30 de mayo de 1887 se inaugura y bendice el templo católico local, con la presencia del Gobernador de la Provincia de Santa Fe, el Dr. José Gálvez, siendo el primer sacerdote el padre Pascuchi. El terreno donde se emplazó el templo fue donado por Doña Clementina M. de Argenti.
El 9 de septiembre de 1888 se introduce en el templo la estatua de la Virgen del Rosario, traída desde Italia, y se la declara patrona de la localidad. Los festejos del aniversario de la Colonia de Franck quedaron dispuestos para el primer domingo de octubre, que en ese año coincidió con el día 7 de octubre, conmemoración de la Virgen del Rosario.
El cultivo del trigo fue en 1896 la principal actividad de la colonia, alcanzando las 5.800 hectáreas sembradas.
La agricultura en los años subsiguientes soportó períodos de sequía y ataque de langostas, que determinaron el cambio desde la explotación agraria hacia la lechería. En consecuencia, en 1905 se instalan los primeros tambos en forma precaria, dando inicio a la explotación lechera local.
El 22 de marzo de 1908 surge la primera institución de la localidad, que fue denominada como Asociación de Socorros Mutuos “La Fraternal”, iniciada con la finalidad de mejorar las condiciones de vida en función del incremento de la población.
Para mayo de 1924 el Sr. Miguel Manfredi tramitó y logró introducir en la localidad el teléfono, el cual sólo podía ser utilizado accediendo a una Cabina Pública.
En el año 1925 fue terminado el nuevo edificio de la escuela primaria, emplazado en el predio actual, contando con tres aulas, dirección, baños, zaguán y casa de familia. En esa época concurrían aproximadamente 60 alumnos que egresaban de 4 grado.
El 10 de abril de 1926, un grupo de alumnos de la Escuela N.º 321, ante la iniciativa de docentes y contando con el apoyo de un grupo de vecinos, decidieron fundar la biblioteca escolar popular Mariano Moreno.
En los primeros años de la década de 1930 se efectuó la remodelación del templo católico, que incluyó la terminación del campanario y la construcción de la nueva torre en forma de pirámide, la instalación de un reloj en la torre, el cierre del frente de la capilla, entre otras refacciones menores.
La población urbana en 1932 empezó a contar con un servicio de luz eléctrica, impulsado mediante fuerza motriz, explotado por el Sr. Domingo Brusa e hijos.
En 1942 un colectivo, propiedad de Eichner y Cassettari, comenzó a realizar el servicio de transporte entre la localidad de Franck y Santa Fe, comenzando de esta manera la etapa de transporte automotor que progresivamente reemplazaría al del sistema ferroviario.
A comienzos de 1966 un grupo de vecinos toma la iniciativa para dotar a la localidad de la Escuela Profesional para Mujeres N.º 84, cuyas egresadas obtenían el título de Maestra Técnica.
A partir de 1967 y hasta el año 1970 se publica el primer periódico de la localidad, llamado “Nueva Era”, cuyo responsable fue el Sr. José Aput.
El 11 de marzo de 1967 comienzan las obras para la construcción del actual templo de Franck, con una arquitectura moderna, lo cual requirió la demolición del anterior templo. A comienzos de ese año, un grupo de vecinos de la localidad de Franck presentaron a las autoridades civiles y educativas la iniciativa de la creación de una escuela de nivel secundario que respondiera a las necesidades de esa pujante localidad y su zona de influencia.
El 11 de marzo de 1968 comenzó a funcionar, por disposición del Gobierno de la Provincia de Santa Fe, la primera Escuela Técnica de Industrias Lácteas en Argentina, llamada Don Miguel Manfredi en honor al pionero, fundador y primer Presidente de Asociación Unión Tamberos Cooperativa Limitada, más conocida como Milkaut.
En 1971 se crea la Cooperativa de Provisión de Obras y Servicios Públicos, Sociales y Asistenciales y Vivienda de Franck Ltda., cuyo objeto fue la provisión de servicios a la comunidad.
El 30 de septiembre de 1972 se realizó la inauguración del moderno templo de la localidad, aún habiendo varias obras inconclusas y muchos detalles que posteriormente fueron terminados.
En la década de 1980 comenzaron las obras para la construcción del jardín de infantes N.º 124 Mauricio Franck, efectuadas en terrenos cedidos por la Escuela Primaria N.º 321, en la intersección de las calles Gobernador Gálvez y Alberdi
El 10 de octubre de 1989, por iniciativa de un grupo de personas con la intención de organizar un cuerpo que actúe para socorro de personas en casos de incendios y accidentes que ocurran en la localidad y zonas vecinas, se realizó la constitución formal de la Asociación Bomberos Voluntarios de Franck.
A partir del 5 de abril de 1999 la Escuela Secundaria cuenta con el Anexo de Enseñanza Media Para Adultos (E.E.M.P.A.), un secundario nocturno y de tres años realizado exclusivamente para adultos con necesidad de finalizar sus estudios secundarios.
En marzo de 2000 se convocó a un grupo de profesionales del área de salud y educación a una reunión informativa, citados por la secretaria de Cultura de la localidad, Elsa Claret de Arnold, y la psicopedagoga de la comuna, Roxana Grenón, con el objetivo de transmitir la inquietud y a la vez urgente necesidad de formar un grupo interdisciplinario para abordar la atención de niños y jóvenes de la localidad con necesidades educativas especiales. Luego de varios encuentros y extensos análisis se formó el Grupo de Apoyo a Niños con Necesidades Educativas Especiales (G.A.N.N.E.E.).
El 17 de septiembre de 2007 se inauguró el nuevo edificio del jardín de infantes N.º 124 Mauricio Franck, aunque sin terminar, mediante un acto con asistencia y bendición del cura párroco Eladio Giovaninni, y la presencia del Gobernador de la Provincia de Santa Fe, el Ingeniero Jorge Obeid, la ministra de Educación Adriana Ema Cantero, funcionarios y políticos de la zona, autoridades locales, personal docente, alumnos y público en general.
El 19 de diciembre de 2009 se concretó el traslado del jardín de infantes N.º 124 hacia su nuevo emplazamiento.

## Toponimia
Inicialmente el nombre de la localidad Franck no fue el utilizado, sino que se la conocía como la "Colonia Franck", haciendo referencia a que era la Colonia que había iniciado Mauricio Franck. Con el tiempo y la costumbre, el nombre establecido fue el de Franck, tal como se le conoce actualmente.

## Servicios Públicos
Entre las obras y servicios brindados por la Comuna de Franck, podemos mencionar viviendas, pavimento urbano, cementerio comunal, alumbrado público, cloacas, vivero comunal, plazas y paseos, barrido y limpieza de calles, recolección de residuos urbanos, separación y clasificación de residuos, comedor materno-infantil, ambulancia y atención social con servicio médico y farmacéutico.
La comuna cuenta con un Juzgado de Paz, siendo el máximo órgano de administración de justicia que se encuentra en la localidad prestando servicios sencillos dentro de la rama judicial, como el retiro de documentos y la realización de diversos trámites.
Además posee una red de agua potable y gas natural en toda la planta urbana y suburbana, servicio que es brindado por la Cooperativa de Provisión de Obras y Servicios Públicos, Sociales y Asistenciales y Vivienda de Franck Ltda., la cual fue creada en la localidad para tal fin.
El servicio de tendido eléctrico, mantención y reparación de sistemas dañados es efectuado por la Empresa Provincial de la Energía (EPE).
La seguridad y vigilancia de la localidad, así como la asistencia ante accidentes se encuentra a cargo de la Comisaría IV de Franck, dependiente de la Unidad Regional XI, del Departamento Las Colonias, de la Policía de la Provincia de Santa Fe.

## Educación
Franck cuenta con cuatro escuelas: jardín de infantes N.º 124 Mauricio Franck, de nivel inicial; escuela primaria Joaquín V. González N.º 321, de nivel medio; y escuela de enseñanza técnica profesional e integral Don Miguel Manfredi N.º 298 (EETP), anteriormente conocida como ETIMM o ETIL), de nivel secundario y Escuela de Educación Secundaria Orientada Particular Incorporada N.º 3028 "Beato Luis María Monti", de nivel secundario. Además funciona en la localidad el Servicio Pedagógico Especial en Escuelas Comunes, el Centro de Alfabetización y Educación Básica para Adultos N.º 180, el anexo de enseñanza media para adultos (E.M.P.A.), el grupo de apoyo a niños con necesidades educativas especiales (G.A.N.N.E.E.), la biblioteca popular Mariano Moreno, un Campus Virtual de la Universidad Nacional del Litoral y varios Centros de Idiomas.

## Creación de la Comuna
- 4 de enero de 1884
- Sitio Web: franck.gob.ar

## Festividades
- Fiestas patronales: Festejos Populares, 1.er. domingo de octubre
- Aniversario Fundacional: 7 de octubre, Día de la Virgen del Rosario
- Fiesta de la Familia: 1.er. sábado de enero
- Fiesta Suiza: mediados de julio
- Encuentro Peñas Tradicionalista
- Fiesta de la primavera y del estudiante: en el mes de septiembre
- Fiesta regional de la identidad: mes de noviembre
- Carnavales Franckinos: mes de febrero

## Medios de Comunicación
Emisoras FM:
- Radio New FM 89.7 MHZ
- FM Spacio 98.1 MHZ
- Radio Uno 106.1 MHZ

Television Por Cable:
- Video Cable Color Canal 6 Franck Archivado el 27 de septiembre de 2019 en Wayback Machine.

Portal Digital de Noticias:
- La Noticia Primero

## Instituciones
- Asociación Cosmopolita de Soc. Mutuos La Fraternal.
- Club Atlético Franck
- Club Social y Deportivo Argentino de Franck
- Filial Tatengue "15 de Abril"
- Filial Sabalera "Esteban "Bichi" Fuertes"
- Asociación Suiza Interlaken
- Agrupación Tradicionalista "Los Amigos"
- Peña folklórica de baile "Itatí"
- Club de abuelos y tercera edad
- Centro de Jubilados y Pensionados
- Asociación Bomberos voluntarios
- Cycles Moto Club Franck
- Franck Bochas Club

## Economía
El desarrollo de esta población, si bien en sus comienzos fue netamente agrícola, evolucionó pasando por el desarrollo de tambos a fines del siglo XIX y comienzos del siglo XX, llegando a un importante aporte industrial.
Dentro de las empresas que se encuentran en la actualidad radicadas en la localidad se destaca la presencia de: 
- Agroaut (Asociación Unión Tamberos Coop. Ltda.) que se dedica al acopio de granos junto a la venta de insumos agrícolas
- Milkaut S.A que es una de las principales empresas lácteas del país, empresa que cuenta con su planta más importante y administración central en este pueblo.
- Sola y Brusa S. A dedicada a la fabricación de diferentes tipos de acoplados y semirremolques,
- Metalúrgica Franck S.A dedicada a la fabricación de furgones térmicos en F.R.P.
- Fenske (motorhomes y acondicionamiento de interiores de vehículos)
- Metalúrgica Andrea (estructuras metálicas)
- Sánchez y Sánchez (planta de producción de aceite y harina de soja dedicada a la alimentación de aves, que es rubro)
- Manantiales Agropecuaria (acopio de cereales y venta de insumos)
- Lácteos La Ramada S.A (producción y venta de leches en polvo)
- Adecoagro "Molinos Ala S.A" (secado y envasado de arroz)

Es de destacar en el área rural la influencia del sector agrícola-ganadero y en zona urbana una multitud de talleres mecánicos, carpinterías y otros rubros más

## Mapa de la localidad
- Mapa satelital de Franck

## Parroquias de la Iglesia católica en Franck
| Arquidiócesis | Santa Fe de la Vera Cruz   |
| ------------- | -------------------------- |
| Parroquia     | Nuestra Señora del Rosario |